# Jofico
Jofico ('Joint Financial Company') is een Belgische joint venture (onder de vorm van een coöperatieve vennootschap) die op 13 november 2019 gezamenlijk opgericht werd door Crelan, AXA Bank, Argenta Groep, vdk bank en Bpost, met als doel de aankoop enerzijds en het beheer & onderhoud van geldautomaten anderzijds gezamenlijk en goedkoper uit te voeren.
De banken en het overheidsbedrijf hevelden begin 2020 hun bestaand park van bankautomaten (enkel de machines voor geldafhalingen, niet deze voor rekeningafschriften) over naar de nieuwe vennootschap om zo snel te kunnen inspelen op de vooropgestelde schaalvoordelen die Jofico biedt. Het feit dat de middelgrote banken over een verouderd park geldautomaten beschikken dat vervangen moet worden, speelde mee in de snelheid waarmee de vennootschap opgericht werd.
Jofico is gevestigd in de gebouwen van AXA Bank. De Raad van Bestuur is samengesteld uit een lid per aandeelhouder. Het voorzitterschap is actueel toegewezen aan de vertegenwoordiger van AXA Bank. Bart Guns, voorheen lid directiecomité Bank Nagelmackers en directielid KBC Groep werd begin februari General Manager.
Eind februari 2020 raakte bekend dat het Amerikaanse Diebold Nixdorf, dat reeds bijna alle automaten aan de Jofico-partners leverde, een exclusiviteitsovereenkomst sloot met de vennootschap. Binnen ongeveer 5 jaar zullen alle bestaande automaten vervangen zijn door moderne exemplaren.

## Historiek

### Aanleiding
In 2017 bestelde sectorfederatie Febelfin bij Deloitte een studie om een efficiënter beheer van het ruime park geldautomaten in de Belgische sector te onderzoeken. In 2018 bleek uit die studie zoals verwacht dat de automaten de banken (te) veel kosten. Voor een park van bijna 8.800 toestellen van elf banken ging het in 2015/2016 samen om 161 miljoen euro. Dat is 54 eurocent per transactie (geldafhaling of storting). De stijgende kost van waardetransport en de uitbreidende specifieke belastingen die in Wallonië en Brussel op deze toestellen geheven worden, doen de kost toenemen, ook al daalt het gebruik van cash voortdurend.
De studie inventariseerde vervolgens meerdere vormen van samenwerking tussen banken, gaande van punctuele samenwerking voor onderhoud of aankoop tot het volledig gezamenlijk beheren onder een neutraal merk in een afzonderlijke vennootschap. Door onenigheid tussen de grootbanken onderling enerzijds en tussen de grootbanken en de kleinere banken anderzijds over de te volgen strategie werd geen sector-overkoepelend initiatief opgezet.

### Jofico: initiatief van een groep kleinere Belgische banken
De kleinere banken besloten evenwel een specifiek scenario verder uit te werken: het oprichten van een gezamenlijke Joint Venture (Jofico) die alle automaten zou aankopen, beheren en onderhouden, genaamd "ATM as a service".
De automaten zouden op de bestaande locaties blijven bestaan (vaak in kantoren); de deelnemers beslissen ook autonoom waar ze hun geldautomaten (ATM’s) plaatsen. De banken zullen ook nog steeds eigen software op de apparaten plaatsen waardoor bank-specifieke diensten kunnen aangeboden blijven.
Bpost sloot zich vrij snel aan bij het initiatief. Bank Nagelmackers haakte ondanks initiële interesse later af. Beobank, dat ook over meer dan zeventig geldautomaten beschikt, nam niet deel: zij maken gebruik van de infrastructuur van de Franse moederholding Credit Mutuel.

## Vier Belgische grootbanken: concurrerend initiatief
De grootbanken KBC, Belfius,  ING België en BNP Paribas Fortis zagen ondertussen ook in dat samenwerking financieel interessant kan zijn. Zij opteerden echter voor het meest verregaande scenario van samenwerking waarbij alle ATM-gerelateerde activiteiten onder een neutraal merk, vaak buiten de bankkantoren, uitgevoerd worden.
De vier grootste banken gaan ervan uit dat de gerealiseerde besparingen groter zullen uitvallen dan onder Jofico, precies omdat deze samenwerking de mogelijkheid biedt om het aantal (neutrale) apparaten te doen dalen (wat niet het geval is voor de niet-neutrale automaten van de Jofico-deelnemers). De grootbanken willen anderzijds de burger wel garanderen dat er op voldoende korte afstand steeds een ATM beschikbaar is. In tegenstelling tot Jofico zullen de automaten van dit samenwerkingsverband dus geen bankspecifieke toepassingen meer bieden.
De grootbanken grijpen op die manier terug naar de situatie die bestond eind vorige eeuw toen alle ATM’s in de buitengevels van banken eigendom waren van het bankoverkoepelende Bancontact-Mister Cash. Dit initiatief sluit ook sterk aan bij het vergelijkbare Nederlandse initiatief Geldmaat.
Op 8 januari 2020 maakten die betrokken banken hun initiatief bekend via een gemeenschappelijk persbericht.
Eind mei 2020 raakte bekend dat de grootbanken de vennootschap Batopin (Belgian ATM Optimisation Initiative) opgericht hadden. Kris De Ryck, die vroeger CEO was van Bancontact en op dat moment de inlogapp Itsme (Belgian Mobile ID) leidde, wordt CEO van Batopin.

## Fusie initiatieven
Door zowel sectorfederatie Febelfin als de individuele banken wordt op langere termijn een fusie tussen de beide initiatieven niet onmogelijk geacht. Een precieze planning is evenwel onbekend.
De JOFICO-partners onderzoeken sinds eind 2019 of de vennootschap ook een rol kan spelen in het bundelen en goedkoper maken van andere bank-gerelateerde activiteiten zoals via gezamenlijke aanbestedingen voor waardetransport.